# Hydraena scintillutea
Hydraena scintillutea är en skalbaggsart som beskrevs av Perkins 1980. Hydraena scintillutea ingår i släktet Hydraena och familjen vattenbrynsbaggar. Inga underarter finns listade i Catalogue of Life.